# Lista di asteroidi (304001-305000)
Di seguito una lista di asteroidi dal numero 304001 al 305000 con data di scoperta e scopritore.

## 304001-304100
| Nome     | Designazione provvisoria | Data di scoperta | Scopritore        |
| -------- | ------------------------ | ---------------- | ----------------- |
| 304001 - | 2006 BJ241               | 31 gennaio 2006  | Spacewatch        |
| 304002 - | 2006 BZ260               | 31 gennaio 2006  | Mt. Lemmon Survey |
| 304003 - | 2006 BM264               | 31 gennaio 2006  | Spacewatch        |
| 304004 - | 2006 BQ269               | 28 gennaio 2006  | LONEOS            |
| 304005 - | 2006 CZ2                 | 1º febbraio 2006 | Mt. Lemmon Survey |
| 304006 - | 2006 CR15                | 1º febbraio 2006 | Spacewatch        |
| 304007 - | 2006 CE22                | 1º febbraio 2006 | Mt. Lemmon Survey |
| 304008 - | 2006 CY26                | 2 febbraio 2006  | Spacewatch        |
| 304009 - | 2006 CQ27                | 2 febbraio 2006  | Spacewatch        |
| 304010 - | 2006 CK40                | 2 febbraio 2006  | Mt. Lemmon Survey |
| 304011 - | 2006 CQ61                | 3 febbraio 2006  | LONEOS            |
| 304012 - | 2006 DA2                 | 20 febbraio 2006 | Spacewatch        |
| 304013 - | 2006 DV5                 | 20 febbraio 2006 | CSS               |
| 304014 - | 2006 DL8                 | 21 febbraio 2006 | Mt. Lemmon Survey |
| 304015 - | 2006 DO10                | 20 febbraio 2006 | CSS               |
| 304016 - | 2006 DB11                | 21 febbraio 2006 | CSS               |
| 304017 - | 2006 DA23                | 20 febbraio 2006 | Spacewatch        |
| 304018 - | 2006 DH27                | 20 febbraio 2006 | Spacewatch        |
| 304019 - | 2006 DH33                | 20 febbraio 2006 | Spacewatch        |
| 304020 - | 2006 DN37                | 20 febbraio 2006 | Mt. Lemmon Survey |
| 304021 - | 2006 DS41                | 23 febbraio 2006 | Spacewatch        |
| 304022 - | 2006 DP45                | 20 febbraio 2006 | Mt. Lemmon Survey |
| 304023 - | 2006 DC47                | 20 febbraio 2006 | Mt. Lemmon Survey |
| 304024 - | 2006 DF55                | 24 febbraio 2006 | LINEAR            |
| 304025 - | 2006 DR59                | 24 febbraio 2006 | Mt. Lemmon Survey |
| 304026 - | 2006 DK67                | 22 febbraio 2006 | CSS               |
| 304027 - | 2006 DM69                | 20 febbraio 2006 | Spacewatch        |
| 304028 - | 2006 DO69                | 20 febbraio 2006 | Spacewatch        |
| 304029 - | 2006 DV73                | 23 febbraio 2006 | Spacewatch        |
| 304030 - | 2006 DA74                | 23 febbraio 2006 | Spacewatch        |
| 304031 - | 2006 DM81                | 24 febbraio 2006 | Spacewatch        |
| 304032 - | 2006 DR89                | 24 febbraio 2006 | Mt. Lemmon Survey |
| 304033 - | 2006 DX89                | 24 febbraio 2006 | Spacewatch        |
| 304034 - | 2006 DS90                | 24 febbraio 2006 | Spacewatch        |
| 304035 - | 2006 DY92                | 24 febbraio 2006 | Spacewatch        |
| 304036 - | 2006 DX101               | 25 febbraio 2006 | Spacewatch        |
| 304037 - | 2006 DO104               | 25 febbraio 2006 | Spacewatch        |
| 304038 - | 2006 DE115               | 27 febbraio 2006 | Spacewatch        |
| 304039 - | 2006 DY119               | 20 febbraio 2006 | CSS               |
| 304040 - | 2006 DH134               | 25 febbraio 2006 | Spacewatch        |
| 304041 - | 2006 DL134               | 25 febbraio 2006 | Spacewatch        |
| 304042 - | 2006 DR140               | 25 febbraio 2006 | Spacewatch        |
| 304043 - | 2006 DN150               | 25 febbraio 2006 | Spacewatch        |
| 304044 - | 2006 DK153               | 25 febbraio 2006 | Spacewatch        |
| 304045 - | 2006 DT166               | 27 febbraio 2006 | Spacewatch        |
| 304046 - | 2006 DR189               | 27 febbraio 2006 | Spacewatch        |
| 304047 - | 2006 DL194               | 28 febbraio 2006 | Mt. Lemmon Survey |
| 304048 - | 2006 DO216               | 20 febbraio 2006 | Spacewatch        |
| 304049 - | 2006 ED19                | 2 marzo 2006     | Spacewatch        |
| 304050 - | 2006 EQ19                | 2 marzo 2006     | Spacewatch        |
| 304051 - | 2006 ES33                | 3 marzo 2006     | CSS               |
| 304052 - | 2006 EV33                | 3 marzo 2006     | CSS               |
| 304053 - | 2006 EX33                | 3 marzo 2006     | CSS               |
| 304054 - | 2006 EB38                | 4 marzo 2006     | Mt. Lemmon Survey |
| 304055 - | 2006 EM48                | 4 marzo 2006     | Spacewatch        |
| 304056 - | 2006 EG65                | 5 marzo 2006     | Spacewatch        |
| 304057 - | 2006 EA66                | 5 marzo 2006     | Spacewatch        |
| 304058 - | 2006 FH3                 | 23 marzo 2006    | Spacewatch        |
| 304059 - | 2006 FX3                 | 23 marzo 2006    | Spacewatch        |
| 304060 - | 2006 FQ12                | 23 marzo 2006    | Spacewatch        |
| 304061 - | 2006 FB13                | 23 marzo 2006    | Spacewatch        |
| 304062 - | 2006 FW15                | 23 marzo 2006    | Mt. Lemmon Survey |
| 304063 - | 2006 FY16                | 23 marzo 2006    | Mt. Lemmon Survey |
| 304064 - | 2006 FM22                | 24 marzo 2006    | Mt. Lemmon Survey |
| 304065 - | 2006 FM23                | 24 marzo 2006    | Spacewatch        |
| 304066 - | 2006 FN24                | 24 marzo 2006    | Spacewatch        |
| 304067 - | 2006 FT34                | 25 marzo 2006    | NEAT              |
| 304068 - | 2006 FB38                | 23 marzo 2006    | Spacewatch        |
| 304069 - | 2006 FR47                | 24 marzo 2006    | LINEAR            |
| 304070 - | 2006 FO49                | 25 marzo 2006    | CSS               |
| 304071 - | 2006 FS53                | 25 marzo 2006    | Spacewatch        |
| 304072 - | 2006 GQ15                | 2 aprile 2006    | Spacewatch        |
| 304073 - | 2006 GK21                | 2 aprile 2006    | Mt. Lemmon Survey |
| 304074 - | 2006 GR24                | 2 aprile 2006    | Spacewatch        |
| 304075 - | 2006 GT25                | 2 aprile 2006    | Spacewatch        |
| 304076 - | 2006 GP30                | 2 aprile 2006    | Mt. Lemmon Survey |
| 304077 - | 2006 GO31                | 2 aprile 2006    | Spacewatch        |
| 304078 - | 2006 GW35                | 7 aprile 2006    | CSS               |
| 304079 - | 2006 GQ37                | 9 aprile 2006    | Spacewatch        |
| 304080 - | 2006 GN38                | 4 aprile 2006    | Crni Vrh          |
| 304081 - | 2006 GK40                | 6 aprile 2006    | CSS               |
| 304082 - | 2006 GL40                | 6 aprile 2006    | CSS               |
| 304083 - | 2006 GW47                | 9 aprile 2006    | Spacewatch        |
| 304084 - | 2006 GL54                | 2 aprile 2006    | Mt. Lemmon Survey |
| 304085 - | 2006 GP54                | 7 aprile 2006    | Spacewatch        |
| 304086 - | 2006 HZ1                 | 18 aprile 2006   | NEAT              |
| 304087 - | 2006 HP3                 | 18 aprile 2006   | LONEOS            |
| 304088 - | 2006 HX5                 | 20 aprile 2006   | Spacewatch        |
| 304089 - | 2006 HQ18                | 21 aprile 2006   | Mt. Lemmon Survey |
| 304090 - | 2006 HG19                | 18 aprile 2006   | Spacewatch        |
| 304091 - | 2006 HV20                | 19 aprile 2006   | Mt. Lemmon Survey |
| 304092 - | 2006 HR28                | 20 aprile 2006   | Spacewatch        |
| 304093 - | 2006 HM29                | 23 aprile 2006   | CSS               |
| 304094 - | 2006 HV32                | 19 aprile 2006   | LONEOS            |
| 304095 - | 2006 HT36                | 20 aprile 2006   | Mt. Lemmon Survey |
| 304096 - | 2006 HF50                | 26 aprile 2006   | CSS               |
| 304097 - | 2006 HK50                | 26 aprile 2006   | Mt. Lemmon Survey |
| 304098 - | 2006 HT51                | 26 aprile 2006   | Broughton, J.     |
| 304099 - | 2006 HG57                | 24 aprile 2006   | LINEAR            |
| 304100 - | 2006 HU57                | 30 aprile 2006   | Spacewatch        |

## 304101-304200
| Nome                | Designazione provvisoria | Data di scoperta | Scopritore            |
| ------------------- | ------------------------ | ---------------- | --------------------- |
| 304101 -            | 2006 HQ59                | 24 aprile 2006   | LINEAR                |
| 304102 -            | 2006 HK65                | 24 aprile 2006   | Spacewatch            |
| 304103 -            | 2006 HU71                | 25 aprile 2006   | Spacewatch            |
| 304104 -            | 2006 HD73                | 25 aprile 2006   | Spacewatch            |
| 304105 -            | 2006 HF78                | 26 aprile 2006   | Spacewatch            |
| 304106 -            | 2006 HX91                | 29 aprile 2006   | Spacewatch            |
| 304107 -            | 2006 HW93                | 29 aprile 2006   | Spacewatch            |
| 304108 -            | 2006 HO96                | 30 aprile 2006   | Spacewatch            |
| 304109 -            | 2006 HA100               | 30 aprile 2006   | Spacewatch            |
| 304110 -            | 2006 HQ108               | 30 aprile 2006   | CSS                   |
| 304111 -            | 2006 HJ118               | 30 aprile 2006   | Spacewatch            |
| 304112 -            | 2006 HC120               | 30 aprile 2006   | Spacewatch            |
| 304113 -            | 2006 JK5                 | 3 maggio 2006    | Mt. Lemmon Survey     |
| 304114 -            | 2006 JP22                | 2 maggio 2006    | Spacewatch            |
| 304115 -            | 2006 JY23                | 3 maggio 2006    | Mt. Lemmon Survey     |
| 304116 -            | 2006 JF24                | 4 maggio 2006    | Mt. Lemmon Survey     |
| 304117 -            | 2006 JC32                | 3 maggio 2006    | Spacewatch            |
| 304118 -            | 2006 JM37                | 5 maggio 2006    | Spacewatch            |
| 304119 -            | 2006 JD40                | 6 maggio 2006    | Spacewatch            |
| 304120 -            | 2006 JG45                | 7 maggio 2006    | Mt. Lemmon Survey     |
| 304121 -            | 2006 JD55                | 9 maggio 2006    | Mt. Lemmon Survey     |
| 304122 Ameliawehlau | 2006 JY73                | 1º maggio 2006   | Wiegert, P. A.        |
| 304123 -            | 2006 KT2                 | 18 maggio 2006   | NEAT                  |
| 304124 -            | 2006 KM5                 | 19 maggio 2006   | Mt. Lemmon Survey     |
| 304125 -            | 2006 KU7                 | 19 maggio 2006   | Mt. Lemmon Survey     |
| 304126 -            | 2006 KG13                | 20 maggio 2006   | Spacewatch            |
| 304127 -            | 2006 KK14                | 20 maggio 2006   | NEAT                  |
| 304128 -            | 2006 KD15                | 20 maggio 2006   | CSS                   |
| 304129 -            | 2006 KY36                | 21 maggio 2006   | Mt. Lemmon Survey     |
| 304130 -            | 2006 KJ40                | 18 maggio 2006   | NEAT                  |
| 304131 -            | 2006 KL42                | 20 maggio 2006   | Mt. Lemmon Survey     |
| 304132 -            | 2006 KA47                | 21 maggio 2006   | Mt. Lemmon Survey     |
| 304133 -            | 2006 KC51                | 21 maggio 2006   | Mt. Lemmon Survey     |
| 304134 -            | 2006 KB64                | 23 maggio 2006   | Spacewatch            |
| 304135 -            | 2006 KE64                | 23 maggio 2006   | Spacewatch            |
| 304136 -            | 2006 KO64                | 23 maggio 2006   | Mt. Lemmon Survey     |
| 304137 -            | 2006 KP70                | 22 maggio 2006   | Spacewatch            |
| 304138 -            | 2006 KR77                | 24 maggio 2006   | NEAT                  |
| 304139 -            | 2006 KT77                | 24 maggio 2006   | NEAT                  |
| 304140 -            | 2006 KU79                | 25 maggio 2006   | Mt. Lemmon Survey     |
| 304141 -            | 2006 KP80                | 25 maggio 2006   | Mt. Lemmon Survey     |
| 304142 -            | 2006 KW81                | 25 maggio 2006   | Mt. Lemmon Survey     |
| 304143 -            | 2006 KJ84                | 22 maggio 2006   | Spacewatch            |
| 304144 -            | 2006 KV92                | 25 maggio 2006   | Spacewatch            |
| 304145 -            | 2006 KF99                | 26 maggio 2006   | Mt. Lemmon Survey     |
| 304146 -            | 2006 KH102               | 27 maggio 2006   | Spacewatch            |
| 304147 -            | 2006 KR115               | 29 maggio 2006   | Spacewatch            |
| 304148 -            | 2006 KB122               | 26 maggio 2006   | Siding Spring Survey  |
| 304149 -            | 2006 KM143               | 29 maggio 2006   | Siding Spring Survey  |
| 304150 -            | 2006 LL2                 | 15 giugno 2006   | Spacewatch            |
| 304151 -            | 2006 ME14                | 17 giugno 2006   | Siding Spring Survey  |
| 304152 -            | 2006 NH                  | 3 luglio 2006    | Hoenig, S. F.         |
| 304153 -            | 2006 OU10                | 25 luglio 2006   | Mt. Lemmon Survey     |
| 304154 -            | 2006 OW17                | 18 luglio 2006   | Siding Spring Survey  |
| 304155 -            | 2006 OO18                | 20 luglio 2006   | Siding Spring Survey  |
| 304156 -            | 2006 OU19                | 20 luglio 2006   | Siding Spring Survey  |
| 304157 -            | 2006 OT20                | 21 luglio 2006   | Mt. Lemmon Survey     |
| 304158 -            | 2006 OV21                | 18 luglio 2006   | Siding Spring Survey  |
| 304159 -            | 2006 PF                  | 2 agosto 2006    | Ferrando, R.          |
| 304160 -            | 2006 PG1                 | 13 agosto 2006   | NEAT                  |
| 304161 -            | 2006 PE3                 | 12 agosto 2006   | NEAT                  |
| 304162 -            | 2006 PS6                 | 12 agosto 2006   | NEAT                  |
| 304163 -            | 2006 PQ7                 | 12 agosto 2006   | NEAT                  |
| 304164 -            | 2006 PN10                | 13 agosto 2006   | NEAT                  |
| 304165 -            | 2006 PG12                | 13 agosto 2006   | NEAT                  |
| 304166 -            | 2006 PL15                | 15 agosto 2006   | NEAT                  |
| 304167 -            | 2006 PX16                | 15 agosto 2006   | NEAT                  |
| 304168 -            | 2006 PK20                | 14 agosto 2006   | Siding Spring Survey  |
| 304169 -            | 2006 PW25                | 13 agosto 2006   | NEAT                  |
| 304170 -            | 2006 PP37                | 13 agosto 2006   | NEAT                  |
| 304171 -            | 2006 PF39                | 14 agosto 2006   | NEAT                  |
| 304172 -            | 2006 PX40                | 14 agosto 2006   | NEAT                  |
| 304173 -            | 2006 PN43                | 15 agosto 2006   | Lin, C.-S., Ye, Q.-z. |
| 304174 -            | 2006 PQ43                | 6 agosto 2006    | Lin, C.-S., Ye, Q.-z. |
| 304175 -            | 2006 QT3                 | 18 agosto 2006   | Spacewatch            |
| 304176 -            | 2006 QP5                 | 16 agosto 2006   | Broughton, J.         |
| 304177 -            | 2006 QK9                 | 19 agosto 2006   | Spacewatch            |
| 304178 -            | 2006 QH17                | 17 agosto 2006   | NEAT                  |
| 304179 -            | 2006 QC18                | 17 agosto 2006   | NEAT                  |
| 304180 -            | 2006 QA26                | 19 agosto 2006   | LONEOS                |
| 304181 -            | 2006 QG34                | 19 agosto 2006   | Spacewatch            |
| 304182 -            | 2006 QV37                | 16 agosto 2006   | Siding Spring Survey  |
| 304183 -            | 2006 QO41                | 17 agosto 2006   | NEAT                  |
| 304184 -            | 2006 QH52                | 23 agosto 2006   | NEAT                  |
| 304185 -            | 2006 QC53                | 23 agosto 2006   | NEAT                  |
| 304186 -            | 2006 QN56                | 20 agosto 2006   | Spacewatch            |
| 304187 -            | 2006 QF57                | 23 agosto 2006   | Crni Vrh              |
| 304188 -            | 2006 QZ59                | 19 agosto 2006   | NEAT                  |
| 304189 -            | 2006 QU65                | 27 agosto 2006   | Spacewatch            |
| 304190 -            | 2006 QY65                | 25 agosto 2006   | Hoenig, S. F.         |
| 304191 -            | 2006 QY70                | 21 agosto 2006   | Spacewatch            |
| 304192 -            | 2006 QW78                | 23 agosto 2006   | LINEAR                |
| 304193 -            | 2006 QM79                | 24 agosto 2006   | LINEAR                |
| 304194 -            | 2006 QP80                | 24 agosto 2006   | NEAT                  |
| 304195 -            | 2006 QG82                | 25 agosto 2006   | Pises                 |
| 304196 -            | 2006 QL92                | 9 aprile 2005    | Spacewatch            |
| 304197 -            | 2006 QL96                | 16 agosto 2006   | NEAT                  |
| 304198 -            | 2006 QA98                | 22 agosto 2006   | NEAT                  |
| 304199 -            | 2006 QF100               | 24 agosto 2006   | LINEAR                |
| 304200 -            | 2006 QJ102               | 27 agosto 2006   | Spacewatch            |

## 304201-304300
| Nome           | Designazione provvisoria | Data di scoperta  | Scopritore            |
| -------------- | ------------------------ | ----------------- | --------------------- |
| 304201 -       | 2006 QN106               | 28 agosto 2006    | CSS                   |
| 304202 -       | 2006 QQ106               | 28 agosto 2006    | CSS                   |
| 304203 -       | 2006 QR110               | 27 agosto 2006    | Casulli, V. S.        |
| 304204 -       | 2006 QK112               | 23 agosto 2006    | NEAT                  |
| 304205 -       | 2006 QB116               | 27 agosto 2006    | LONEOS                |
| 304206 -       | 2006 QJ116               | 27 agosto 2006    | LONEOS                |
| 304207 -       | 2006 QB117               | 27 agosto 2006    | LONEOS                |
| 304208 -       | 2006 QY117               | 27 agosto 2006    | LONEOS                |
| 304209 -       | 2006 QD120               | 29 agosto 2006    | CSS                   |
| 304210 -       | 2006 QY120               | 29 agosto 2006    | CSS                   |
| 304211 -       | 2006 QT123               | 29 agosto 2006    | LONEOS                |
| 304212 -       | 2006 QN127               | 17 agosto 2006    | NEAT                  |
| 304213 -       | 2006 QF130               | 19 agosto 2006    | NEAT                  |
| 304214 -       | 2006 QU133               | 24 agosto 2006    | LINEAR                |
| 304215 -       | 2006 QS136               | 30 agosto 2006    | LONEOS                |
| 304216 -       | 2006 QU138               | 16 agosto 2006    | Lin, C.-S., Ye, Q.-z. |
| 304217 -       | 2006 QH142               | 18 agosto 2006    | NEAT                  |
| 304218 -       | 2006 QM146               | 18 agosto 2006    | Spacewatch            |
| 304219 -       | 2006 QT147               | 18 agosto 2006    | Spacewatch            |
| 304220 -       | 2006 QE158               | 19 agosto 2006    | Spacewatch            |
| 304221 -       | 2006 QJ158               | 19 agosto 2006    | Spacewatch            |
| 304222 -       | 2006 QA160               | 19 agosto 2006    | Spacewatch            |
| 304223 -       | 2006 QN161               | 19 agosto 2006    | Spacewatch            |
| 304224 -       | 2006 QP162               | 21 agosto 2006    | Spacewatch            |
| 304225 -       | 2006 QX163               | 29 agosto 2006    | CSS                   |
| 304226 -       | 2006 QG164               | 29 agosto 2006    | LONEOS                |
| 304227 -       | 2006 QD168               | 30 agosto 2006    | LONEOS                |
| 304228 -       | 2006 QD183               | 21 agosto 2006    | Spacewatch            |
| 304229 -       | 2006 QE183               | 21 agosto 2006    | Spacewatch            |
| 304230 -       | 2006 QG184               | 18 agosto 2006    | Spacewatch            |
| 304231 -       | 2006 QH184               | 18 agosto 2006    | Spacewatch            |
| 304232 -       | 2006 QB185               | 24 agosto 2006    | NEAT                  |
| 304233 Majaess | 2006 RE3                 | 14 settembre 2006 | Balam, D. D.          |
| 304234 -       | 2006 RY4                 | 14 settembre 2006 | CSS                   |
| 304235 -       | 2006 RS9                 | 13 settembre 2006 | NEAT                  |
| 304236 -       | 2006 RH11                | 12 settembre 2006 | CSS                   |
| 304237 -       | 2006 RL11                | 12 settembre 2006 | CSS                   |
| 304238 -       | 2006 RN13                | 17 marzo 2005     | Spacewatch            |
| 304239 -       | 2006 RS15                | 14 settembre 2006 | CSS                   |
| 304240 -       | 2006 RK20                | 15 settembre 2006 | LINEAR                |
| 304241 -       | 2006 RS26                | 14 settembre 2006 | Spacewatch            |
| 304242 -       | 2006 RE28                | 14 settembre 2006 | Spacewatch            |
| 304243 -       | 2006 RJ29                | 15 settembre 2006 | Spacewatch            |
| 304244 -       | 2006 RZ29                | 15 settembre 2006 | Spacewatch            |
| 304245 -       | 2006 RD40                | 12 settembre 2006 | CSS                   |
| 304246 -       | 2006 RB43                | 14 settembre 2006 | Spacewatch            |
| 304247 -       | 2006 RR44                | 14 settembre 2006 | Spacewatch            |
| 304248 -       | 2006 RR47                | 14 settembre 2006 | Spacewatch            |
| 304249 -       | 2006 RS47                | 14 settembre 2006 | Spacewatch            |
| 304250 -       | 2006 RP49                | 14 settembre 2006 | Spacewatch            |
| 304251 -       | 2006 RN50                | 14 settembre 2006 | Spacewatch            |
| 304252 -       | 2006 RP50                | 14 settembre 2006 | Spacewatch            |
| 304253 -       | 2006 RA51                | 14 settembre 2006 | Spacewatch            |
| 304254 -       | 2006 RR56                | 14 settembre 2006 | Spacewatch            |
| 304255 -       | 2006 RX60                | 14 settembre 2006 | NEAT                  |
| 304256 -       | 2006 RH65                | 14 settembre 2006 | NEAT                  |
| 304257 -       | 2006 RP66                | 14 settembre 2006 | Spacewatch            |
| 304258 -       | 2006 RD69                | 15 settembre 2006 | Spacewatch            |
| 304259 -       | 2006 RJ69                | 15 settembre 2006 | Spacewatch            |
| 304260 -       | 2006 RX79                | 15 settembre 2006 | Spacewatch            |
| 304261 -       | 2006 RT80                | 15 settembre 2006 | Spacewatch            |
| 304262 -       | 2006 RZ81                | 15 settembre 2006 | Spacewatch            |
| 304263 -       | 2006 RP83                | 15 settembre 2006 | Spacewatch            |
| 304264 -       | 2006 RU85                | 15 settembre 2006 | Spacewatch            |
| 304265 -       | 2006 RN89                | 15 settembre 2006 | Spacewatch            |
| 304266 -       | 2006 RB92                | 15 settembre 2006 | Spacewatch            |
| 304267 -       | 2006 RQ93                | 15 settembre 2006 | Spacewatch            |
| 304268 -       | 2006 RK95                | 15 settembre 2006 | Spacewatch            |
| 304269 -       | 2006 RL96                | 15 settembre 2006 | Spacewatch            |
| 304270 -       | 2006 RF98                | 14 settembre 2006 | NEAT                  |
| 304271 -       | 2006 RK102               | 6 settembre 2006  | NEAT                  |
| 304272 -       | 2006 RG104               | 11 settembre 2006 | Becker, A. C.         |
| 304273 -       | 2006 RT117               | 14 settembre 2006 | Masiero, J.           |
| 304274 -       | 2006 RF122               | 15 settembre 2006 | Spacewatch            |
| 304275 -       | 2006 SJ10                | 16 settembre 2006 | Spacewatch            |
| 304276 -       | 2006 SP15                | 17 settembre 2006 | CSS                   |
| 304277 -       | 2006 SL20                | 19 settembre 2006 | Casulli, V. S.        |
| 304278 -       | 2006 SM24                | 16 settembre 2006 | CSS                   |
| 304279 -       | 2006 SG29                | 17 settembre 2006 | Spacewatch            |
| 304280 -       | 2006 SU29                | 17 settembre 2006 | Spacewatch            |
| 304281 -       | 2006 SG38                | 18 settembre 2006 | Spacewatch            |
| 304282 -       | 2006 SL47                | 19 settembre 2006 | CSS                   |
| 304283 -       | 2006 SD52                | 18 settembre 2006 | LONEOS                |
| 304284 -       | 2006 SB53                | 20 settembre 2006 | OAM                   |
| 304285 -       | 2006 SO58                | 20 settembre 2006 | Spacewatch            |
| 304286 -       | 2006 SJ60                | 18 settembre 2006 | CSS                   |
| 304287 -       | 2006 SL61                | 18 settembre 2006 | CSS                   |
| 304288 -       | 2006 SJ64                | 19 settembre 2006 | Tucker, R. A.         |
| 304289 -       | 2006 SO68                | 19 settembre 2006 | Spacewatch            |
| 304290 -       | 2006 SM70                | 19 settembre 2006 | Spacewatch            |
| 304291 -       | 2006 SW73                | 19 settembre 2006 | Spacewatch            |
| 304292 -       | 2006 SK77                | 18 settembre 2006 | CSS                   |
| 304293 -       | 2006 SQ78                | 25 settembre 2006 | CSS                   |
| 304294 -       | 2006 SG82                | 18 settembre 2006 | Spacewatch            |
| 304295 -       | 2006 SM85                | 18 settembre 2006 | Spacewatch            |
| 304296 -       | 2006 SY87                | 18 settembre 2006 | Spacewatch            |
| 304297 -       | 2006 SZ87                | 18 settembre 2006 | Spacewatch            |
| 304298 -       | 2006 SF100               | 19 settembre 2006 | LONEOS                |
| 304299 -       | 2006 SL101               | 19 settembre 2006 | CSS                   |
| 304300 -       | 2006 SS102               | 19 settembre 2006 | Spacewatch            |

## 304301-304400
| Nome          | Designazione provvisoria | Data di scoperta  | Scopritore              |
| ------------- | ------------------------ | ----------------- | ----------------------- |
| 304301 -      | 2006 SO106               | 19 settembre 2006 | Spacewatch              |
| 304302 -      | 2006 ST117               | 24 settembre 2006 | Spacewatch              |
| 304303 -      | 2006 SN121               | 18 settembre 2006 | LONEOS                  |
| 304304 -      | 2006 SZ129               | 19 settembre 2006 | LONEOS                  |
| 304305 -      | 2006 SW138               | 21 settembre 2006 | LONEOS                  |
| 304306 -      | 2006 SF141               | 25 settembre 2006 | LONEOS                  |
| 304307 -      | 2006 SN142               | 19 settembre 2006 | CSS                     |
| 304308 -      | 2006 SG144               | 19 settembre 2006 | Spacewatch              |
| 304309 -      | 2006 SA146               | 19 settembre 2006 | Spacewatch              |
| 304310 -      | 2006 SG157               | 23 settembre 2006 | Spacewatch              |
| 304311 -      | 2006 SL159               | 23 settembre 2006 | Spacewatch              |
| 304312 -      | 2006 SC161               | 23 settembre 2006 | Spacewatch              |
| 304313 -      | 2006 SD162               | 24 settembre 2006 | Spacewatch              |
| 304314 -      | 2006 ST164               | 25 settembre 2006 | Spacewatch              |
| 304315 -      | 2006 SU164               | 25 settembre 2006 | Spacewatch              |
| 304316 -      | 2006 SB167               | 25 settembre 2006 | Spacewatch              |
| 304317 -      | 2006 SF168               | 25 settembre 2006 | Spacewatch              |
| 304318 -      | 2006 SU169               | 25 settembre 2006 | Spacewatch              |
| 304319 -      | 2006 SE171               | 25 settembre 2006 | Spacewatch              |
| 304320 -      | 2006 SF171               | 22 settembre 2001 | Spacewatch              |
| 304321 -      | 2006 SS174               | 25 settembre 2006 | Mt. Lemmon Survey       |
| 304322 -      | 2006 SO178               | 25 settembre 2006 | Mt. Lemmon Survey       |
| 304323 -      | 2006 SH183               | 25 settembre 2006 | Mt. Lemmon Survey       |
| 304324 -      | 2006 SV184               | 25 settembre 2006 | Mt. Lemmon Survey       |
| 304325 -      | 2006 SM186               | 25 settembre 2006 | Spacewatch              |
| 304326 -      | 2006 SX187               | 26 settembre 2006 | Spacewatch              |
| 304327 -      | 2006 SC202               | 24 settembre 2006 | Spacewatch              |
| 304328 -      | 2006 SK206               | 25 settembre 2006 | Spacewatch              |
| 304329 -      | 2006 SD211               | 26 settembre 2006 | CSS                     |
| 304330 -      | 2006 SX217               | 30 settembre 2006 | Mt. Lemmon Survey       |
| 304331 -      | 2006 ST222               | 25 settembre 2006 | Mt. Lemmon Survey       |
| 304332 -      | 2006 SX223               | 25 settembre 2006 | Mt. Lemmon Survey       |
| 304333 -      | 2006 SX224               | 13 giugno 2005    | Mt. Lemmon Survey       |
| 304334 -      | 2006 ST231               | 26 settembre 2006 | Spacewatch              |
| 304335 -      | 2006 SD234               | 26 settembre 2006 | Spacewatch              |
| 304336 -      | 2006 SM249               | 26 settembre 2006 | Spacewatch              |
| 304337 -      | 2006 SM250               | 26 settembre 2006 | Spacewatch              |
| 304338 -      | 2006 SK251               | 26 settembre 2006 | Spacewatch              |
| 304339 -      | 2006 SO253               | 26 settembre 2006 | Mt. Lemmon Survey       |
| 304340 -      | 2006 SR256               | 26 settembre 2006 | Spacewatch              |
| 304341 -      | 2006 SN258               | 26 settembre 2006 | Spacewatch              |
| 304342 -      | 2006 SX258               | 26 settembre 2006 | Spacewatch              |
| 304343 -      | 2006 SF262               | 26 settembre 2006 | Mt. Lemmon Survey       |
| 304344 -      | 2006 SK263               | 26 settembre 2006 | Spacewatch              |
| 304345 -      | 2006 SD264               | 26 settembre 2006 | Spacewatch              |
| 304346 -      | 2006 SZ266               | 26 settembre 2006 | Spacewatch              |
| 304347 -      | 2006 SV274               | 27 settembre 2006 | Mt. Lemmon Survey       |
| 304348 -      | 2006 SL282               | 25 settembre 2006 | LONEOS                  |
| 304349 -      | 2006 SO285               | 25 settembre 2006 | Spacewatch              |
| 304350 -      | 2006 SX290               | 18 settembre 2006 | Calvin College          |
| 304351 -      | 2006 SK295               | 25 settembre 2006 | Spacewatch              |
| 304352 -      | 2006 SD296               | 25 settembre 2006 | Spacewatch              |
| 304353 -      | 2006 SW310               | 27 settembre 2006 | Spacewatch              |
| 304354 -      | 2006 SB313               | 27 settembre 2006 | Spacewatch              |
| 304355 -      | 2006 SB315               | 27 settembre 2006 | Spacewatch              |
| 304356 -      | 2006 SW321               | 27 settembre 2006 | Spacewatch              |
| 304357 -      | 2006 SY322               | 27 settembre 2006 | Spacewatch              |
| 304358 -      | 2006 SJ329               | 27 settembre 2006 | Spacewatch              |
| 304359 -      | 2006 SF330               | 27 settembre 2006 | Spacewatch              |
| 304360 -      | 2006 SM333               | 28 settembre 2006 | Spacewatch              |
| 304361 -      | 2006 SA335               | 28 settembre 2006 | Spacewatch              |
| 304362 -      | 2006 SA336               | 28 settembre 2006 | Spacewatch              |
| 304363 -      | 2006 SW336               | 28 settembre 2006 | Spacewatch              |
| 304364 -      | 2006 SK340               | 28 settembre 2006 | Spacewatch              |
| 304365 -      | 2006 SJ341               | 28 settembre 2006 | Spacewatch              |
| 304366 -      | 2006 SP346               | 28 settembre 2006 | Spacewatch              |
| 304367 -      | 2006 SR361               | 30 settembre 2006 | Mt. Lemmon Survey       |
| 304368 Móricz | 2006 SX363               | 26 settembre 2006 | Sarneczky, K., Csak, B. |
| 304369 -      | 2006 SZ363               | 27 settembre 2006 | Spacewatch              |
| 304370 -      | 2006 SC369               | 27 settembre 2006 | Mt. Lemmon Survey       |
| 304371 -      | 2006 SO373               | 16 settembre 2006 | Becker, A. C.           |
| 304372 -      | 2006 SD376               | 17 settembre 2006 | Becker, A. C.           |
| 304373 -      | 2006 SZ376               | 17 settembre 2006 | Becker, A. C.           |
| 304374 -      | 2006 SB378               | 18 settembre 2006 | Becker, A. C.           |
| 304375 -      | 2006 SD378               | 18 settembre 2006 | Becker, A. C.           |
| 304376 -      | 2006 SF381               | 28 settembre 2006 | Becker, A. C.           |
| 304377 -      | 2006 SN381               | 28 settembre 2006 | Becker, A. C.           |
| 304378 -      | 2006 SJ382               | 28 settembre 2006 | Becker, A. C.           |
| 304379 -      | 2006 SU383               | 29 settembre 2006 | Becker, A. C.           |
| 304380 -      | 2006 SZ384               | 29 settembre 2006 | Becker, A. C.           |
| 304381 -      | 2006 SA388               | 30 settembre 2006 | Becker, A. C.           |
| 304382 -      | 2006 SR392               | 26 settembre 2006 | Spacewatch              |
| 304383 -      | 2006 SZ392               | 27 settembre 2006 | Mt. Lemmon Survey       |
| 304384 -      | 2006 SD393               | 28 settembre 2006 | CSS                     |
| 304385 -      | 2006 SE393               | 28 settembre 2006 | Mt. Lemmon Survey       |
| 304386 -      | 2006 SS394               | 17 settembre 2006 | Spacewatch              |
| 304387 -      | 2006 SQ399               | 18 settembre 2006 | Spacewatch              |
| 304388 -      | 2006 SQ401               | 30 settembre 2006 | Mt. Lemmon Survey       |
| 304389 -      | 2006 SF402               | 18 settembre 2006 | Spacewatch              |
| 304390 -      | 2006 SH403               | 27 settembre 2006 | Mt. Lemmon Survey       |
| 304391 -      | 2006 SK403               | 27 settembre 2006 | Mt. Lemmon Survey       |
| 304392 -      | 2006 SM407               | 24 settembre 2006 | Spacewatch              |
| 304393 -      | 2006 SL413               | 26 settembre 2006 | Mt. Lemmon Survey       |
| 304394 -      | 2006 TA1                 | 3 ottobre 2006    | Mt. Lemmon Survey       |
| 304395 -      | 2006 TJ1                 | 1º ottobre 2006   | LINEAR                  |
| 304396 -      | 2006 TU2                 | 2 ottobre 2006    | Mt. Lemmon Survey       |
| 304397 -      | 2006 TD3                 | 2 ottobre 2006    | CSS                     |
| 304398 -      | 2006 TH8                 | 4 ottobre 2006    | Mt. Lemmon Survey       |
| 304399 -      | 2006 TP14                | 11 ottobre 2006   | Spacewatch              |
| 304400 -      | 2006 TS22                | 11 ottobre 2006   | Spacewatch              |

## 304401-304500
| Nome     | Designazione provvisoria | Data di scoperta  | Scopritore              |
| -------- | ------------------------ | ----------------- | ----------------------- |
| 304401 - | 2006 TW23                | 11 ottobre 2006   | Spacewatch              |
| 304402 - | 2006 TL27                | 12 ottobre 2006   | Spacewatch              |
| 304403 - | 2006 TA28                | 12 ottobre 2006   | Spacewatch              |
| 304404 - | 2006 TM28                | 12 ottobre 2006   | Spacewatch              |
| 304405 - | 2006 TE33                | 12 ottobre 2006   | Spacewatch              |
| 304406 - | 2006 TH40                | 12 ottobre 2006   | Spacewatch              |
| 304407 - | 2006 TU40                | 12 ottobre 2006   | Spacewatch              |
| 304408 - | 2006 TY40                | 12 ottobre 2006   | Spacewatch              |
| 304409 - | 2006 TT41                | 12 ottobre 2006   | Spacewatch              |
| 304410 - | 2006 TA47                | 12 ottobre 2006   | Spacewatch              |
| 304411 - | 2006 TK47                | 12 ottobre 2006   | Spacewatch              |
| 304412 - | 2006 TM48                | 12 ottobre 2006   | Spacewatch              |
| 304413 - | 2006 TW51                | 12 ottobre 2006   | Spacewatch              |
| 304414 - | 2006 TR52                | 12 ottobre 2006   | Spacewatch              |
| 304415 - | 2006 TV53                | 12 ottobre 2006   | Spacewatch              |
| 304416 - | 2006 TU56                | 14 ottobre 2006   | Sandlot                 |
| 304417 - | 2006 TP57                | 15 ottobre 2006   | Spacewatch              |
| 304418 - | 2006 TD58                | 15 ottobre 2006   | CSS                     |
| 304419 - | 2006 TT63                | 10 ottobre 2006   | NEAT                    |
| 304420 - | 2006 TK64                | 11 ottobre 2006   | NEAT                    |
| 304421 - | 2006 TY64                | 11 ottobre 2006   | Spacewatch              |
| 304422 - | 2006 TQ67                | 11 ottobre 2006   | Spacewatch              |
| 304423 - | 2006 TM68                | 11 ottobre 2006   | NEAT                    |
| 304424 - | 2006 TJ74                | 11 ottobre 2006   | NEAT                    |
| 304425 - | 2006 TG77                | 11 ottobre 2006   | NEAT                    |
| 304426 - | 2006 TS77                | 12 ottobre 2006   | Spacewatch              |
| 304427 - | 2006 TX80                | 13 ottobre 2006   | Spacewatch              |
| 304428 - | 2006 TO81                | 13 ottobre 2006   | Spacewatch              |
| 304429 - | 2006 TT86                | 13 ottobre 2006   | Spacewatch              |
| 304430 - | 2006 TW87                | 13 ottobre 2006   | Spacewatch              |
| 304431 - | 2006 TY88                | 13 ottobre 2006   | Spacewatch              |
| 304432 - | 2006 TC90                | 13 ottobre 2006   | Spacewatch              |
| 304433 - | 2006 TH91                | 13 ottobre 2006   | Spacewatch              |
| 304434 - | 2006 TE94                | 15 ottobre 2006   | CSS                     |
| 304435 - | 2006 TQ97                | 13 ottobre 2006   | Spacewatch              |
| 304436 - | 2006 TK98                | 15 ottobre 2006   | Spacewatch              |
| 304437 - | 2006 TK99                | 15 ottobre 2006   | Spacewatch              |
| 304438 - | 2006 TM99                | 15 ottobre 2006   | Spacewatch              |
| 304439 - | 2006 TZ106               | 4 ottobre 2006    | Mt. Lemmon Survey       |
| 304440 - | 2006 TB110               | 12 ottobre 2006   | Spacewatch              |
| 304441 - | 2006 TV120               | 12 ottobre 2006   | Becker, A. C.           |
| 304442 - | 2006 TN121               | 4 ottobre 2006    | Mt. Lemmon Survey       |
| 304443 - | 2006 TN126               | 1º ottobre 2006   | Spacewatch              |
| 304444 - | 2006 TH128               | 2 ottobre 2006    | Spacewatch              |
| 304445 - | 2006 TD130               | 11 ottobre 2006   | NEAT                    |
| 304446 - | 2006 UP3                 | 16 ottobre 2006   | Sarneczky, K., Kuli, Z. |
| 304447 - | 2006 UR6                 | 16 ottobre 2006   | CSS                     |
| 304448 - | 2006 UL9                 | 16 ottobre 2006   | Spacewatch              |
| 304449 - | 2006 UX9                 | 16 ottobre 2006   | Spacewatch              |
| 304450 - | 2006 UU11                | 17 ottobre 2006   | Mt. Lemmon Survey       |
| 304451 - | 2006 UO13                | 17 ottobre 2006   | Mt. Lemmon Survey       |
| 304452 - | 2006 US14                | 17 ottobre 2006   | Mt. Lemmon Survey       |
| 304453 - | 2006 UZ14                | 17 ottobre 2006   | Mt. Lemmon Survey       |
| 304454 - | 2006 UW20                | 16 ottobre 2006   | Spacewatch              |
| 304455 - | 2006 UF21                | 16 ottobre 2006   | Spacewatch              |
| 304456 - | 2006 UR22                | 16 ottobre 2006   | Mt. Lemmon Survey       |
| 304457 - | 2006 UB23                | 16 ottobre 2006   | Mt. Lemmon Survey       |
| 304458 - | 2006 UK27                | 16 ottobre 2006   | Spacewatch              |
| 304459 - | 2006 UV27                | 16 ottobre 2006   | Spacewatch              |
| 304460 - | 2006 UX27                | 16 ottobre 2006   | Spacewatch              |
| 304461 - | 2006 UZ30                | 16 ottobre 2006   | Spacewatch              |
| 304462 - | 2006 UG32                | 16 ottobre 2006   | Spacewatch              |
| 304463 - | 2006 UG41                | 16 ottobre 2006   | Spacewatch              |
| 304464 - | 2006 UP44                | 16 ottobre 2006   | Spacewatch              |
| 304465 - | 2006 UY46                | 16 ottobre 2006   | Spacewatch              |
| 304466 - | 2006 UC48                | 17 ottobre 2006   | Spacewatch              |
| 304467 - | 2006 UT51                | 17 ottobre 2006   | Spacewatch              |
| 304468 - | 2006 UV56                | 18 ottobre 2006   | Spacewatch              |
| 304469 - | 2006 UU65                | 16 ottobre 2006   | CSS                     |
| 304470 - | 2006 UU66                | 16 ottobre 2006   | CSS                     |
| 304471 - | 2006 UD74                | 17 ottobre 2006   | Spacewatch              |
| 304472 - | 2006 UC75                | 17 ottobre 2006   | CSS                     |
| 304473 - | 2006 US79                | 17 ottobre 2006   | Spacewatch              |
| 304474 - | 2006 UE84                | 17 ottobre 2006   | Mt. Lemmon Survey       |
| 304475 - | 2006 UD85                | 17 ottobre 2006   | Mt. Lemmon Survey       |
| 304476 - | 2006 UM86                | 17 ottobre 2006   | Mt. Lemmon Survey       |
| 304477 - | 2006 UY87                | 27 settembre 2006 | Mt. Lemmon Survey       |
| 304478 - | 2006 UV88                | 17 ottobre 2006   | Spacewatch              |
| 304479 - | 2006 UL89                | 17 ottobre 2006   | Spacewatch              |
| 304480 - | 2006 UU89                | 17 ottobre 2006   | Spacewatch              |
| 304481 - | 2006 UC95                | 18 ottobre 2006   | Spacewatch              |
| 304482 - | 2006 UJ96                | 18 ottobre 2006   | Spacewatch              |
| 304483 - | 2006 UV99                | 18 ottobre 2006   | Spacewatch              |
| 304484 - | 2006 UP103               | 18 ottobre 2006   | Spacewatch              |
| 304485 - | 2006 UV105               | 18 ottobre 2006   | Spacewatch              |
| 304486 - | 2006 UF108               | 18 ottobre 2006   | Spacewatch              |
| 304487 - | 2006 UJ113               | 19 ottobre 2006   | Spacewatch              |
| 304488 - | 2006 UR113               | 19 ottobre 2006   | Spacewatch              |
| 304489 - | 2006 UB117               | 19 ottobre 2006   | Spacewatch              |
| 304490 - | 2006 UJ118               | 19 ottobre 2006   | Spacewatch              |
| 304491 - | 2006 UB121               | 19 ottobre 2006   | Spacewatch              |
| 304492 - | 2006 UU121               | 19 ottobre 2006   | Spacewatch              |
| 304493 - | 2006 UO124               | 19 ottobre 2006   | Mt. Lemmon Survey       |
| 304494 - | 2006 UF126               | 19 ottobre 2006   | Spacewatch              |
| 304495 - | 2006 UM136               | 19 ottobre 2006   | Mt. Lemmon Survey       |
| 304496 - | 2006 UG139               | 19 ottobre 2006   | Spacewatch              |
| 304497 - | 2006 UE141               | 19 ottobre 2006   | Mt. Lemmon Survey       |
| 304498 - | 2006 UW153               | 21 ottobre 2006   | Spacewatch              |
| 304499 - | 2006 UL157               | 21 ottobre 2006   | Mt. Lemmon Survey       |
| 304500 - | 2006 UK158               | 21 ottobre 2006   | Mt. Lemmon Survey       |

## 304501-304600
| Nome           | Designazione provvisoria | Data di scoperta | Scopritore        |
| -------------- | ------------------------ | ---------------- | ----------------- |
| 304501 -       | 2006 UM162               | 21 ottobre 2006  | Mt. Lemmon Survey |
| 304502 -       | 2006 UZ163               | 21 ottobre 2006  | Mt. Lemmon Survey |
| 304503 -       | 2006 UY175               | 16 ottobre 2006  | CSS               |
| 304504 -       | 2006 UZ176               | 16 ottobre 2006  | CSS               |
| 304505 -       | 2006 UM179               | 16 ottobre 2006  | CSS               |
| 304506 -       | 2006 UR190               | 19 ottobre 2006  | CSS               |
| 304507 -       | 2006 UU190               | 19 ottobre 2006  | Spacewatch        |
| 304508 -       | 2006 UP195               | 20 ottobre 2006  | Spacewatch        |
| 304509 -       | 2006 UM197               | 20 ottobre 2006  | Spacewatch        |
| 304510 -       | 2006 UT199               | 21 ottobre 2006  | Spacewatch        |
| 304511 -       | 2006 UY201               | 22 ottobre 2006  | NEAT              |
| 304512 -       | 2006 UY202               | 22 ottobre 2006  | NEAT              |
| 304513 -       | 2006 UB208               | 23 ottobre 2006  | Spacewatch        |
| 304514 -       | 2006 US208               | 23 ottobre 2006  | Spacewatch        |
| 304515 -       | 2006 UO210               | 23 ottobre 2006  | Spacewatch        |
| 304516 -       | 2006 UU212               | 23 ottobre 2006  | Spacewatch        |
| 304517 -       | 2006 UH214               | 23 ottobre 2006  | Spacewatch        |
| 304518 -       | 2006 UJ215               | 27 ottobre 2006  | Molnar, L. A.     |
| 304519 -       | 2006 UC218               | 27 ottobre 2006  | Nyukasa           |
| 304520 -       | 2006 UJ219               | 16 ottobre 2006  | CSS               |
| 304521 -       | 2006 UV225               | 20 ottobre 2006  | NEAT              |
| 304522 -       | 2006 UX227               | 20 ottobre 2006  | NEAT              |
| 304523 -       | 2006 UC235               | 22 ottobre 2006  | Mt. Lemmon Survey |
| 304524 -       | 2006 UH235               | 23 ottobre 2006  | Spacewatch        |
| 304525 -       | 2006 UQ243               | 27 ottobre 2006  | Mt. Lemmon Survey |
| 304526 -       | 2006 UD255               | 27 ottobre 2006  | CSS               |
| 304527 -       | 2006 UU256               | 28 ottobre 2006  | Spacewatch        |
| 304528 -       | 2006 UH263               | 31 ottobre 2006  | Bickel, W.        |
| 304529 -       | 2006 UZ263               | 27 ottobre 2006  | Spacewatch        |
| 304530 -       | 2006 UG267               | 27 ottobre 2006  | CSS               |
| 304531 -       | 2006 UL269               | 27 ottobre 2006  | Mt. Lemmon Survey |
| 304532 -       | 2006 UV269               | 27 ottobre 2006  | Spacewatch        |
| 304533 -       | 2006 UJ270               | 27 ottobre 2006  | Spacewatch        |
| 304534 -       | 2006 UA271               | 27 ottobre 2006  | Mt. Lemmon Survey |
| 304535 -       | 2006 UR271               | 27 ottobre 2006  | Mt. Lemmon Survey |
| 304536 -       | 2006 UT271               | 27 ottobre 2006  | Mt. Lemmon Survey |
| 304537 -       | 2006 US274               | 28 ottobre 2006  | Spacewatch        |
| 304538 -       | 2006 UK276               | 28 ottobre 2006  | Mt. Lemmon Survey |
| 304539 -       | 2006 UX280               | 28 ottobre 2006  | Mt. Lemmon Survey |
| 304540 -       | 2006 UF283               | 28 ottobre 2006  | Spacewatch        |
| 304541 -       | 2006 UJ283               | 28 ottobre 2006  | Spacewatch        |
| 304542 -       | 2006 UT284               | 28 ottobre 2006  | Spacewatch        |
| 304543 -       | 2006 UF285               | 28 ottobre 2006  | Mt. Lemmon Survey |
| 304544 -       | 2006 UP285               | 28 ottobre 2006  | Spacewatch        |
| 304545 -       | 2006 UR287               | 29 ottobre 2006  | Spacewatch        |
| 304546 -       | 2006 UC289               | 31 ottobre 2006  | Spacewatch        |
| 304547 -       | 2006 UC314               | 19 ottobre 2006  | Buie, M. W.       |
| 304548 -       | 2006 UO323               | 21 ottobre 2006  | Mt. Lemmon Survey |
| 304549 -       | 2006 UM325               | 20 ottobre 2006  | Buie, M. W.       |
| 304550 -       | 2006 UD328               | 16 ottobre 2006  | Spacewatch        |
| 304551 -       | 2006 UT328               | 19 ottobre 2006  | Mt. Lemmon Survey |
| 304552 -       | 2006 UB329               | 21 ottobre 2006  | Spacewatch        |
| 304553 -       | 2006 UG332               | 21 ottobre 2006  | Becker, A. C.     |
| 304554 -       | 2006 US332               | 21 ottobre 2006  | Becker, A. C.     |
| 304555 -       | 2006 UC336               | 20 ottobre 2006  | Spacewatch        |
| 304556 -       | 2006 UE337               | 22 ottobre 2006  | Mt. Lemmon Survey |
| 304557 Welling | 2006 UL352               | 26 ottobre 2006  | Wiegert, P. A.    |
| 304558 -       | 2006 UW359               | 22 ottobre 2006  | Spacewatch        |
| 304559 -       | 2006 UP360               | 17 ottobre 2006  | Mt. Lemmon Survey |
| 304560 -       | 2006 VO3                 | 9 novembre 2006  | Spacewatch        |
| 304561 -       | 2006 VO5                 | 10 novembre 2006 | Spacewatch        |
| 304562 -       | 2006 VE6                 | 10 novembre 2006 | Spacewatch        |
| 304563 -       | 2006 VQ6                 | 10 novembre 2006 | Spacewatch        |
| 304564 -       | 2006 VG7                 | 10 novembre 2006 | Spacewatch        |
| 304565 -       | 2006 VN8                 | 11 novembre 2006 | Spacewatch        |
| 304566 -       | 2006 VF9                 | 11 novembre 2006 | CSS               |
| 304567 -       | 2006 VP11                | 11 novembre 2006 | Mt. Lemmon Survey |
| 304568 -       | 2006 VE19                | 9 novembre 2006  | Spacewatch        |
| 304569 -       | 2006 VH19                | 9 novembre 2006  | Spacewatch        |
| 304570 -       | 2006 VF26                | 10 novembre 2006 | Spacewatch        |
| 304571 -       | 2006 VJ28                | 10 novembre 2006 | Spacewatch        |
| 304572 -       | 2006 VD29                | 10 novembre 2006 | Spacewatch        |
| 304573 -       | 2006 VM31                | 11 novembre 2006 | Spacewatch        |
| 304574 -       | 2006 VO34                | 11 novembre 2006 | CSS               |
| 304575 -       | 2006 VL36                | 11 novembre 2006 | Mt. Lemmon Survey |
| 304576 -       | 2006 VY36                | 11 novembre 2006 | CSS               |
| 304577 -       | 2006 VX38                | 12 ottobre 2006  | Spacewatch        |
| 304578 -       | 2006 VN42                | 22 ottobre 2006  | Spacewatch        |
| 304579 -       | 2006 VS42                | 12 novembre 2006 | Mt. Lemmon Survey |
| 304580 -       | 2006 VP44                | 1º novembre 2006 | Spacewatch        |
| 304581 -       | 2006 VB46                | 9 novembre 2006  | Spacewatch        |
| 304582 -       | 2006 VL46                | 9 novembre 2006  | Spacewatch        |
| 304583 -       | 2006 VY47                | 10 novembre 2006 | Spacewatch        |
| 304584 -       | 2006 VC49                | 10 novembre 2006 | Spacewatch        |
| 304585 -       | 2006 VV49                | 10 novembre 2006 | Spacewatch        |
| 304586 -       | 2006 VY49                | 10 novembre 2006 | Spacewatch        |
| 304587 -       | 2006 VV52                | 11 novembre 2006 | Spacewatch        |
| 304588 -       | 2006 VS53                | 11 novembre 2006 | Spacewatch        |
| 304589 -       | 2006 VE54                | 11 novembre 2006 | Spacewatch        |
| 304590 -       | 2006 VO57                | 11 novembre 2006 | Spacewatch        |
| 304591 -       | 2006 VU57                | 11 novembre 2006 | Spacewatch        |
| 304592 -       | 2006 VC60                | 11 novembre 2006 | Spacewatch        |
| 304593 -       | 2006 VC61                | 11 novembre 2006 | Spacewatch        |
| 304594 -       | 2006 VE63                | 11 novembre 2006 | Spacewatch        |
| 304595 -       | 2006 VW63                | 11 novembre 2006 | Spacewatch        |
| 304596 -       | 2006 VJ65                | 11 novembre 2006 | Spacewatch        |
| 304597 -       | 2006 VJ66                | 11 novembre 2006 | Spacewatch        |
| 304598 -       | 2006 VP69                | 11 novembre 2006 | Spacewatch        |
| 304599 -       | 2006 VA70                | 11 novembre 2006 | Spacewatch        |
| 304600 -       | 2006 VM70                | 11 novembre 2006 | Spacewatch        |

## 304601-304700
| Nome     | Designazione provvisoria | Data di scoperta | Scopritore            |
| -------- | ------------------------ | ---------------- | --------------------- |
| 304601 - | 2006 VW71                | 11 novembre 2006 | Mt. Lemmon Survey     |
| 304602 - | 2006 VQ73                | 11 novembre 2006 | Mt. Lemmon Survey     |
| 304603 - | 2006 VW74                | 11 novembre 2006 | Mt. Lemmon Survey     |
| 304604 - | 2006 VF75                | 11 novembre 2006 | Spacewatch            |
| 304605 - | 2006 VD77                | 12 novembre 2006 | Mt. Lemmon Survey     |
| 304606 - | 2006 VM81                | 12 novembre 2006 | Lin, H.-C., Ye, Q.-z. |
| 304607 - | 2006 VG83                | 13 novembre 2006 | Spacewatch            |
| 304608 - | 2006 VQ83                | 13 novembre 2006 | Spacewatch            |
| 304609 - | 2006 VD84                | 13 novembre 2006 | Mt. Lemmon Survey     |
| 304610 - | 2006 VS84                | 13 novembre 2006 | Mt. Lemmon Survey     |
| 304611 - | 2006 VY85                | 14 novembre 2006 | Spacewatch            |
| 304612 - | 2006 VX86                | 14 novembre 2006 | Mt. Lemmon Survey     |
| 304613 - | 2006 VV88                | 14 novembre 2006 | Mt. Lemmon Survey     |
| 304614 - | 2006 VT96                | 10 novembre 2006 | Spacewatch            |
| 304615 - | 2006 VO99                | 11 novembre 2006 | Mt. Lemmon Survey     |
| 304616 - | 2006 VK105               | 13 novembre 2006 | Spacewatch            |
| 304617 - | 2006 VW106               | 13 novembre 2006 | CSS                   |
| 304618 - | 2006 VH109               | 13 novembre 2006 | NEAT                  |
| 304619 - | 2006 VA110               | 13 novembre 2006 | CSS                   |
| 304620 - | 2006 VD114               | 14 novembre 2006 | Spacewatch            |
| 304621 - | 2006 VO114               | 14 novembre 2006 | Mt. Lemmon Survey     |
| 304622 - | 2006 VO118               | 14 novembre 2006 | Spacewatch            |
| 304623 - | 2006 VN128               | 15 novembre 2006 | Spacewatch            |
| 304624 - | 2006 VB134               | 15 novembre 2006 | Mt. Lemmon Survey     |
| 304625 - | 2006 VJ136               | 15 novembre 2006 | Spacewatch            |
| 304626 - | 2006 VA138               | 15 novembre 2006 | Spacewatch            |
| 304627 - | 2006 VM139               | 15 novembre 2006 | Spacewatch            |
| 304628 - | 2006 VP139               | 15 novembre 2006 | Spacewatch            |
| 304629 - | 2006 VA140               | 15 novembre 2006 | Spacewatch            |
| 304630 - | 2006 VR140               | 15 novembre 2006 | Spacewatch            |
| 304631 - | 2006 VA141               | 15 novembre 2006 | Spacewatch            |
| 304632 - | 2006 VT141               | 13 novembre 2006 | Spacewatch            |
| 304633 - | 2006 VN148               | 15 novembre 2006 | Spacewatch            |
| 304634 - | 2006 VU149               | 9 novembre 2006  | NEAT                  |
| 304635 - | 2006 VK150               | 9 novembre 2006  | NEAT                  |
| 304636 - | 2006 VM152               | 9 novembre 2006  | NEAT                  |
| 304637 - | 2006 VU155               | 27 ottobre 2006  | CSS                   |
| 304638 - | 2006 VA169               | 15 novembre 2006 | Spacewatch            |
| 304639 - | 2006 VD171               | 11 novembre 2006 | Mt. Lemmon Survey     |
| 304640 - | 2006 WW1                 | 19 novembre 2006 | Spacewatch            |
| 304641 - | 2006 WY1                 | 18 novembre 2006 | OAM                   |
| 304642 - | 2006 WL5                 | 16 novembre 2006 | Spacewatch            |
| 304643 - | 2006 WM8                 | 16 novembre 2006 | Spacewatch            |
| 304644 - | 2006 WU8                 | 16 novembre 2006 | Spacewatch            |
| 304645 - | 2006 WY8                 | 16 novembre 2006 | Spacewatch            |
| 304646 - | 2006 WP11                | 16 novembre 2006 | LINEAR                |
| 304647 - | 2006 WY11                | 16 novembre 2006 | Mt. Lemmon Survey     |
| 304648 - | 2006 WM14                | 16 novembre 2006 | Mt. Lemmon Survey     |
| 304649 - | 2006 WZ14                | 16 novembre 2006 | Spacewatch            |
| 304650 - | 2006 WS16                | 17 novembre 2006 | Spacewatch            |
| 304651 - | 2006 WN22                | 17 novembre 2006 | Mt. Lemmon Survey     |
| 304652 - | 2006 WC23                | 17 novembre 2006 | Mt. Lemmon Survey     |
| 304653 - | 2006 WF25                | 17 novembre 2006 | Mt. Lemmon Survey     |
| 304654 - | 2006 WB26                | 18 novembre 2006 | Mt. Lemmon Survey     |
| 304655 - | 2006 WL26                | 13 ottobre 2006  | Spacewatch            |
| 304656 - | 2006 WW27                | 22 novembre 2006 | Yeung, W. K. Y.       |
| 304657 - | 2006 WY27                | 22 novembre 2006 | Yeung, W. K. Y.       |
| 304658 - | 2006 WV30                | 23 novembre 2006 | Spacewatch            |
| 304659 - | 2006 WR33                | 16 novembre 2006 | Spacewatch            |
| 304660 - | 2006 WS49                | 16 novembre 2006 | Spacewatch            |
| 304661 - | 2006 WW49                | 16 novembre 2006 | Spacewatch            |
| 304662 - | 2006 WZ54                | 16 novembre 2006 | Spacewatch            |
| 304663 - | 2006 WL59                | 17 novembre 2006 | Spacewatch            |
| 304664 - | 2006 WK69                | 17 novembre 2006 | Spacewatch            |
| 304665 - | 2006 WB70                | 18 novembre 2006 | Spacewatch            |
| 304666 - | 2006 WW72                | 18 novembre 2006 | Spacewatch            |
| 304667 - | 2006 WY72                | 18 novembre 2006 | Spacewatch            |
| 304668 - | 2006 WA78                | 18 novembre 2006 | Spacewatch            |
| 304669 - | 2006 WK92                | 19 novembre 2006 | Spacewatch            |
| 304670 - | 2006 WC93                | 19 novembre 2006 | Spacewatch            |
| 304671 - | 2006 WA95                | 19 novembre 2006 | Spacewatch            |
| 304672 - | 2006 WH95                | 19 novembre 2006 | Spacewatch            |
| 304673 - | 2006 WP95                | 19 novembre 2006 | Spacewatch            |
| 304674 - | 2006 WZ95                | 19 novembre 2006 | Spacewatch            |
| 304675 - | 2006 WU98                | 19 novembre 2006 | Spacewatch            |
| 304676 - | 2006 WH101               | 19 novembre 2006 | LINEAR                |
| 304677 - | 2006 WK103               | 19 novembre 2006 | Spacewatch            |
| 304678 - | 2006 WJ104               | 19 novembre 2006 | Spacewatch            |
| 304679 - | 2006 WM108               | 19 novembre 2006 | Spacewatch            |
| 304680 - | 2006 WP109               | 19 novembre 2006 | Spacewatch            |
| 304681 - | 2006 WV109               | 19 novembre 2006 | Spacewatch            |
| 304682 - | 2006 WU111               | 19 novembre 2006 | LINEAR                |
| 304683 - | 2006 WW120               | 21 novembre 2006 | LINEAR                |
| 304684 - | 2006 WM126               | 22 novembre 2006 | CSS                   |
| 304685 - | 2006 WK137               | 19 novembre 2006 | Spacewatch            |
| 304686 - | 2006 WY139               | 19 novembre 2006 | Spacewatch            |
| 304687 - | 2006 WC145               | 20 novembre 2006 | Spacewatch            |
| 304688 - | 2006 WZ147               | 20 novembre 2006 | Spacewatch            |
| 304689 - | 2006 WP148               | 20 novembre 2006 | Spacewatch            |
| 304690 - | 2006 WM149               | 12 marzo 2003    | NEAT                  |
| 304691 - | 2006 WC162               | 23 novembre 2006 | Spacewatch            |
| 304692 - | 2006 WJ162               | 23 novembre 2006 | Spacewatch            |
| 304693 - | 2006 WF166               | 23 novembre 2006 | Spacewatch            |
| 304694 - | 2006 WC167               | 23 novembre 2006 | Spacewatch            |
| 304695 - | 2006 WU169               | 23 novembre 2006 | Spacewatch            |
| 304696 - | 2006 WR171               | 23 novembre 2006 | Spacewatch            |
| 304697 - | 2006 WM172               | 23 novembre 2006 | Spacewatch            |
| 304698 - | 2006 WQ174               | 23 novembre 2006 | Spacewatch            |
| 304699 - | 2006 WA175               | 23 novembre 2006 | Spacewatch            |
| 304700 - | 2006 WF175               | 23 novembre 2006 | Spacewatch            |

## 304701-304800
| Nome            | Designazione provvisoria | Data di scoperta | Scopritore               |
| --------------- | ------------------------ | ---------------- | ------------------------ |
| 304701 -        | 2006 WJ177               | 23 novembre 2006 | Mt. Lemmon Survey        |
| 304702 -        | 2006 WT179               | 24 novembre 2006 | Mt. Lemmon Survey        |
| 304703 -        | 2006 WL187               | 23 novembre 2006 | Mt. Lemmon Survey        |
| 304704 -        | 2006 WO189               | 25 novembre 2006 | Mt. Lemmon Survey        |
| 304705 -        | 2006 WW193               | 27 novembre 2006 | Mt. Lemmon Survey        |
| 304706 -        | 2006 WU194               | 29 novembre 2006 | LINEAR                   |
| 304707 -        | 2006 WD195               | 29 novembre 2006 | LINEAR                   |
| 304708 -        | 2006 WB198               | 19 novembre 2006 | Spacewatch               |
| 304709 -        | 2006 WR198               | 19 novembre 2006 | CSS                      |
| 304710 -        | 2006 WE199               | 25 novembre 2006 | Spacewatch               |
| 304711 -        | 2006 WO199               | 19 novembre 2006 | Spacewatch               |
| 304712 -        | 2006 WB200               | 17 novembre 2006 | Spacewatch               |
| 304713 -        | 2006 WL203               | 25 novembre 2006 | Mt. Lemmon Survey        |
| 304714 -        | 2006 XB3                 | 11 dicembre 2006 | Yeung, W. K. Y.          |
| 304715 -        | 2006 XG5                 | 1º dicembre 2006 | Mt. Lemmon Survey        |
| 304716 -        | 2006 XH5                 | 1º dicembre 2006 | Mt. Lemmon Survey        |
| 304717 -        | 2006 XU5                 | 7 dicembre 2006  | NEAT                     |
| 304718 -        | 2006 XA7                 | 9 dicembre 2006  | Spacewatch               |
| 304719 -        | 2006 XT14                | 10 dicembre 2006 | Spacewatch               |
| 304720 -        | 2006 XA16                | 10 dicembre 2006 | Spacewatch               |
| 304721 -        | 2006 XZ18                | 11 dicembre 2006 | LINEAR                   |
| 304722 -        | 2006 XZ21                | 12 dicembre 2006 | Spacewatch               |
| 304723 -        | 2006 XR23                | 12 dicembre 2006 | Mt. Lemmon Survey        |
| 304724 -        | 2006 XC25                | 12 dicembre 2006 | Mt. Lemmon Survey        |
| 304725 -        | 2006 XA26                | 12 dicembre 2006 | CSS                      |
| 304726 -        | 2006 XS26                | 12 dicembre 2006 | CSS                      |
| 304727 -        | 2006 XR27                | 13 dicembre 2006 | Spacewatch               |
| 304728 -        | 2006 XC29                | 13 dicembre 2006 | Mt. Lemmon Survey        |
| 304729 -        | 2006 XF31                | 15 dicembre 2006 | Farra d'Isonzo           |
| 304730 -        | 2006 XJ32                | 9 dicembre 2006  | Spacewatch               |
| 304731 -        | 2006 XR34                | 11 dicembre 2006 | Spacewatch               |
| 304732 -        | 2006 XF37                | 11 dicembre 2006 | Spacewatch               |
| 304733 -        | 2006 XE38                | 11 dicembre 2006 | Spacewatch               |
| 304734 -        | 2006 XH38                | 11 dicembre 2006 | Spacewatch               |
| 304735 -        | 2006 XY39                | 12 dicembre 2006 | Spacewatch               |
| 304736 -        | 2006 XQ40                | 12 dicembre 2006 | Spacewatch               |
| 304737 -        | 2006 XK46                | 13 dicembre 2006 | CSS                      |
| 304738 -        | 2006 XO47                | 13 dicembre 2006 | Mt. Lemmon Survey        |
| 304739 -        | 2006 XE57                | 13 dicembre 2006 | Mt. Lemmon Survey        |
| 304740 -        | 2006 XC65                | 12 dicembre 2006 | NEAT                     |
| 304741 -        | 2006 XT65                | 12 dicembre 2006 | NEAT                     |
| 304742 -        | 2006 XC70                | 13 dicembre 2006 | Mt. Lemmon Survey        |
| 304743 -        | 2006 XQ71                | 13 dicembre 2006 | Mt. Lemmon Survey        |
| 304744 -        | 2006 XZ71                | 10 dicembre 2006 | Spacewatch               |
| 304745 -        | 2006 YR3                 | 16 dicembre 2006 | Mt. Lemmon Survey        |
| 304746 -        | 2006 YD5                 | 17 dicembre 2006 | Mt. Lemmon Survey        |
| 304747 -        | 2006 YL10                | 21 dicembre 2006 | LONEOS                   |
| 304748 -        | 2006 YE14                | 22 dicembre 2006 | Sarneczky, K.            |
| 304749 -        | 2006 YZ17                | 16 novembre 2006 | Spacewatch               |
| 304750 -        | 2006 YJ20                | 21 dicembre 2006 | Spacewatch               |
| 304751 -        | 2006 YX21                | 21 dicembre 2006 | Spacewatch               |
| 304752 -        | 2006 YK38                | 21 dicembre 2006 | Spacewatch               |
| 304753 -        | 2006 YO47                | 23 dicembre 2006 | Mt. Lemmon Survey        |
| 304754 -        | 2006 YT52                | 21 dicembre 2006 | Mt. Lemmon Survey        |
| 304755 -        | 2007 AW10                | 8 gennaio 2007   | CSS                      |
| 304756 -        | 2007 AS11                | 9 gennaio 2007   | Spacewatch               |
| 304757 -        | 2007 AB19                | 15 gennaio 2007  | CSS                      |
| 304758 -        | 2007 AC19                | 15 gennaio 2007  | CSS                      |
| 304759 -        | 2007 BO16                | 17 gennaio 2007  | Mt. Lemmon Survey        |
| 304760 -        | 2007 BG21                | 24 gennaio 2007  | LINEAR                   |
| 304761 -        | 2007 BV26                | 24 gennaio 2007  | Mt. Lemmon Survey        |
| 304762 -        | 2007 CH                  | 6 febbraio 2007  | NEAT                     |
| 304763 -        | 2007 CQ25                | 9 febbraio 2007  | Spacewatch               |
| 304764 -        | 2007 CF43                | 8 febbraio 2007  | NEAT                     |
| 304765 -        | 2007 DW4                 | 17 febbraio 2007 | Spacewatch               |
| 304766 -        | 2007 DW14                | 17 febbraio 2007 | Spacewatch               |
| 304767 -        | 2007 DA38                | 17 febbraio 2007 | Spacewatch               |
| 304768 -        | 2007 DB40                | 19 febbraio 2007 | Spacewatch               |
| 304769 -        | 2007 DV77                | 23 febbraio 2007 | Spacewatch               |
| 304770 -        | 2007 EO67                | 10 marzo 2007    | Spacewatch               |
| 304771 -        | 2007 EX149               | 12 marzo 2007    | Mt. Lemmon Survey        |
| 304772 -        | 2007 EQ184               | 13 marzo 2007    | CSS                      |
| 304773 -        | 2007 EF188               | 13 marzo 2007    | Spacewatch               |
| 304774 -        | 2007 GZ30                | 14 aprile 2007   | Mt. Lemmon Survey        |
| 304775 -        | 2007 GY46                | 14 aprile 2007   | Spacewatch               |
| 304776 -        | 2007 GZ62                | 15 aprile 2007   | Spacewatch               |
| 304777 -        | 2007 HB12                | 18 aprile 2007   | Mt. Lemmon Survey        |
| 304778 -        | 2007 HL17                | 16 aprile 2007   | CSS                      |
| 304779 -        | 2007 JY43                | 25 aprile 2007   | Spacewatch               |
| 304780 -        | 2007 LO21                | 12 giugno 2007   | Spacewatch               |
| 304781 -        | 2007 LM31                | 14 giugno 2007   | Siding Spring Survey     |
| 304782 -        | 2007 MX3                 | 18 giugno 2007   | CSS                      |
| 304783 -        | 2007 MN7                 | 18 giugno 2007   | Spacewatch               |
| 304784 -        | 2007 MT15                | 20 giugno 2007   | Spacewatch               |
| 304785 -        | 2007 MK19                | 21 giugno 2007   | Mt. Lemmon Survey        |
| 304786 -        | 2007 ME26                | 23 giugno 2007   | Siding Spring Survey     |
| 304787 -        | 2007 NF1                 | 11 luglio 2007   | Broughton, J.            |
| 304788 Cresques | 2007 NZ1                 | 13 luglio 2007   | OAM                      |
| 304789 -        | 2007 NS3                 | 12 luglio 2007   | Broughton, J.            |
| 304790 -        | 2007 NE5                 | 15 luglio 2007   | Hoenig, S. F., Teamo, N. |
| 304791 -        | 2007 NN7                 | 15 luglio 2007   | Siding Spring Survey     |
| 304792 -        | 2007 OD                  | 16 luglio 2007   | OAM                      |
| 304793 -        | 2007 OP9                 | 24 luglio 2007   | Crni Vrh                 |
| 304794 -        | 2007 PW2                 | 7 agosto 2007    | Broughton, J.            |
| 304795 -        | 2007 PD3                 | 4 agosto 2007    | Siding Spring Survey     |
| 304796 -        | 2007 PS6                 | 9 agosto 2007    | Hoenig, S. F., Teamo, N. |
| 304797 -        | 2007 PW6                 | 9 agosto 2007    | LINEAR                   |
| 304798 -        | 2007 PF8                 | 6 agosto 2007    | Broughton, J.            |
| 304799 -        | 2007 PK10                | 9 agosto 2007    | LINEAR                   |
| 304800 -        | 2007 PH12                | 10 agosto 2007   | Hoenig, S. F., Teamo, N. |

## 304801-304900
| Nome            | Designazione provvisoria | Data di scoperta  | Scopritore               |
| --------------- | ------------------------ | ----------------- | ------------------------ |
| 304801 -        | 2007 PN14                | 8 agosto 2007     | LINEAR                   |
| 304802 -        | 2007 PV14                | 8 agosto 2007     | LINEAR                   |
| 304803 -        | 2007 PN15                | 8 agosto 2007     | LINEAR                   |
| 304804 -        | 2007 PY20                | 9 agosto 2007     | LINEAR                   |
| 304805 -        | 2007 PD27                | 9 agosto 2007     | Palomar                  |
| 304806 -        | 2007 PA35                | 9 agosto 2007     | LINEAR                   |
| 304807 -        | 2007 PQ35                | 10 agosto 2007    | Spacewatch               |
| 304808 -        | 2007 PM36                | 13 agosto 2007    | LINEAR                   |
| 304809 -        | 2007 PB41                | 13 agosto 2007    | LINEAR                   |
| 304810 -        | 2007 PU42                | 9 agosto 2007     | LINEAR                   |
| 304811 -        | 2007 PJ45                | 10 agosto 2007    | Spacewatch               |
| 304812 -        | 2007 PO47                | 9 agosto 2007     | Spacewatch               |
| 304813 Cesarina | 2007 QA                  | 16 agosto 2007    | Mazzucato, M., Dolfi, F. |
| 304814 -        | 2007 QQ5                 | 18 agosto 2007    | PMO NEO Survey Program   |
| 304815 -        | 2007 QE9                 | 22 agosto 2007    | LONEOS                   |
| 304816 -        | 2007 QE10                | 22 agosto 2007    | LINEAR                   |
| 304817 -        | 2007 QV10                | 23 agosto 2007    | Spacewatch               |
| 304818 -        | 2007 QA11                | 23 agosto 2007    | Spacewatch               |
| 304819 -        | 2007 QC11                | 23 agosto 2007    | Spacewatch               |
| 304820 -        | 2007 QF16                | 23 agosto 2007    | Spacewatch               |
| 304821 -        | 2007 RB                  | 1º settembre 2007 | Hug, G.                  |
| 304822 -        | 2007 RU                  | 2 settembre 2007  | Ferrando, R.             |
| 304823 -        | 2007 RR5                 | 5 settembre 2007  | Chante-Perdrix           |
| 304824 -        | 2007 RL14                | 11 settembre 2007 | Remanzacco               |
| 304825 -        | 2007 RA18                | 13 settembre 2007 | BATTeRS                  |
| 304826 Kini     | 2007 RM19                | 5 settembre 2007  | Q.-Z. Ye, H.-C. Lin      |
| 304827 -        | 2007 RU20                | 3 settembre 2007  | CSS                      |
| 304828 -        | 2007 RD21                | 3 settembre 2007  | CSS                      |
| 304829 -        | 2007 RO21                | 3 settembre 2007  | CSS                      |
| 304830 -        | 2007 RY22                | 3 settembre 2007  | CSS                      |
| 304831 -        | 2007 RQ23                | 3 settembre 2007  | CSS                      |
| 304832 -        | 2007 RW23                | 3 settembre 2007  | CSS                      |
| 304833 -        | 2007 RB24                | 3 settembre 2007  | CSS                      |
| 304834 -        | 2007 RR25                | 4 settembre 2007  | Mt. Lemmon Survey        |
| 304835 -        | 2007 RW27                | 4 settembre 2007  | CSS                      |
| 304836 -        | 2007 RP28                | 4 settembre 2007  | CSS                      |
| 304837 -        | 2007 RK32                | 5 settembre 2007  | CSS                      |
| 304838 -        | 2007 RM32                | 5 settembre 2007  | CSS                      |
| 304839 -        | 2007 RO32                | 5 settembre 2007  | CSS                      |
| 304840 -        | 2007 RJ36                | 8 settembre 2007  | LONEOS                   |
| 304841 -        | 2007 RU37                | 8 settembre 2007  | LONEOS                   |
| 304842 -        | 2007 RJ39                | 8 settembre 2007  | CSS                      |
| 304843 -        | 2007 RF40                | 9 settembre 2007  | Spacewatch               |
| 304844 -        | 2007 RD41                | 9 settembre 2007  | LONEOS                   |
| 304845 -        | 2007 RO41                | 9 settembre 2007  | LONEOS                   |
| 304846 -        | 2007 RM49                | 9 settembre 2007  | Mt. Lemmon Survey        |
| 304847 -        | 2007 RY52                | 9 settembre 2007  | Spacewatch               |
| 304848 -        | 2007 RD55                | 9 settembre 2007  | Spacewatch               |
| 304849 -        | 2007 RR55                | 9 settembre 2007  | Spacewatch               |
| 304850 -        | 2007 RH57                | 9 settembre 2007  | Spacewatch               |
| 304851 -        | 2007 RJ59                | 10 settembre 2007 | Spacewatch               |
| 304852 -        | 2007 RF68                | 10 settembre 2007 | Spacewatch               |
| 304853 -        | 2007 RO68                | 10 settembre 2007 | Spacewatch               |
| 304854 -        | 2007 RW68                | 10 settembre 2007 | Spacewatch               |
| 304855 -        | 2007 RZ68                | 10 settembre 2007 | Spacewatch               |
| 304856 -        | 2007 RA71                | 10 settembre 2007 | Spacewatch               |
| 304857 -        | 2007 RP72                | 10 settembre 2007 | Mt. Lemmon Survey        |
| 304858 -        | 2007 RQ77                | 10 settembre 2007 | Mt. Lemmon Survey        |
| 304859 -        | 2007 RS80                | 10 settembre 2007 | Mt. Lemmon Survey        |
| 304860 -        | 2007 RF93                | 10 settembre 2007 | Spacewatch               |
| 304861 -        | 2007 RY95                | 10 settembre 2007 | Spacewatch               |
| 304862 -        | 2007 RM97                | 10 settembre 2007 | Spacewatch               |
| 304863 -        | 2007 RS97                | 10 settembre 2007 | Spacewatch               |
| 304864 -        | 2007 RW98                | 10 settembre 2007 | Spacewatch               |
| 304865 -        | 2007 RF107               | 11 settembre 2007 | Mt. Lemmon Survey        |
| 304866 -        | 2007 RU114               | 11 settembre 2007 | Spacewatch               |
| 304867 -        | 2007 RU116               | 11 settembre 2007 | Spacewatch               |
| 304868 -        | 2007 RL131               | 12 settembre 2007 | Spacewatch               |
| 304869 -        | 2007 RO131               | 12 settembre 2007 | Spacewatch               |
| 304870 -        | 2007 RS137               | 14 settembre 2007 | LONEOS                   |
| 304871 -        | 2007 RA141               | 13 settembre 2007 | LINEAR                   |
| 304872 -        | 2007 RN142               | 13 settembre 2007 | LINEAR                   |
| 304873 -        | 2007 RD148               | 11 settembre 2007 | PMO NEO Survey Program   |
| 304874 -        | 2007 RV148               | 12 settembre 2007 | CSS                      |
| 304875 -        | 2007 RH149               | 12 settembre 2007 | LONEOS                   |
| 304876 -        | 2007 RR151               | 10 settembre 2007 | Spacewatch               |
| 304877 -        | 2007 RF158               | 5 settembre 2007  | CSS                      |
| 304878 -        | 2007 RO158               | 12 settembre 2007 | CSS                      |
| 304879 -        | 2007 RE161               | 13 settembre 2007 | Mt. Lemmon Survey        |
| 304880 -        | 2007 RD166               | 10 settembre 2007 | Spacewatch               |
| 304881 -        | 2007 RB168               | 10 settembre 2007 | Spacewatch               |
| 304882 -        | 2007 RS168               | 10 settembre 2007 | Spacewatch               |
| 304883 -        | 2007 RZ174               | 10 settembre 2007 | Spacewatch               |
| 304884 -        | 2007 RW175               | 8 settembre 2007  | Mt. Lemmon Survey        |
| 304885 -        | 2007 RV176               | 10 settembre 2007 | Mt. Lemmon Survey        |
| 304886 -        | 2007 RN179               | 10 settembre 2007 | Mt. Lemmon Survey        |
| 304887 -        | 2007 RY182               | 12 settembre 2007 | CSS                      |
| 304888 -        | 2007 RE189               | 10 settembre 2007 | Spacewatch               |
| 304889 -        | 2007 RR193               | 12 settembre 2007 | Spacewatch               |
| 304890 -        | 2007 RR198               | 13 settembre 2007 | Mt. Lemmon Survey        |
| 304891 -        | 2007 RK199               | 13 settembre 2007 | CSS                      |
| 304892 -        | 2007 RR200               | 13 settembre 2007 | Spacewatch               |
| 304893 -        | 2007 RX200               | 13 settembre 2007 | Spacewatch               |
| 304894 -        | 2007 RJ209               | 10 settembre 2007 | Spacewatch               |
| 304895 -        | 2007 RJ213               | 12 settembre 2007 | Mt. Lemmon Survey        |
| 304896 -        | 2007 RS223               | 8 settembre 2007  | Mt. Lemmon Survey        |
| 304897 -        | 2007 RG225               | 10 settembre 2007 | Spacewatch               |
| 304898 -        | 2007 RE228               | 10 settembre 2007 | Mt. Lemmon Survey        |
| 304899 -        | 2007 RY235               | 12 settembre 2007 | Mt. Lemmon Survey        |
| 304900 -        | 2007 RV238               | 14 settembre 2007 | CSS                      |

## 304901-305000
| Nome            | Designazione provvisoria | Data di scoperta  | Scopritore             |
| --------------- | ------------------------ | ----------------- | ---------------------- |
| 304901 -        | 2007 RJ241               | 11 settembre 2007 | PMO NEO Survey Program |
| 304902 -        | 2007 RN245               | 11 settembre 2007 | Spacewatch             |
| 304903 -        | 2007 RA257               | 14 settembre 2007 | CSS                    |
| 304904 -        | 2007 RT258               | 14 settembre 2007 | Mt. Lemmon Survey      |
| 304905 -        | 2007 RK264               | 15 settembre 2007 | Mt. Lemmon Survey      |
| 304906 -        | 2007 RQ271               | 15 settembre 2007 | Mt. Lemmon Survey      |
| 304907 -        | 2007 RY277               | 5 settembre 2007  | CSS                    |
| 304908 Steveoda | 2007 RM281               | 13 settembre 2007 | CSS                    |
| 304909 -        | 2007 RU283               | 3 settembre 2007  | CSS                    |
| 304910 -        | 2007 RV283               | 5 settembre 2007  | CSS                    |
| 304911 -        | 2007 RX284               | 12 settembre 2007 | Mt. Lemmon Survey      |
| 304912 -        | 2007 RS287               | 10 settembre 2007 | Spacewatch             |
| 304913 -        | 2007 RK289               | 12 settembre 2007 | Mt. Lemmon Survey      |
| 304914 -        | 2007 RD292               | 12 settembre 2007 | Mt. Lemmon Survey      |
| 304915 -        | 2007 RV294               | 14 settembre 2007 | Mt. Lemmon Survey      |
| 304916 -        | 2007 RA295               | 14 settembre 2007 | Mt. Lemmon Survey      |
| 304917 -        | 2007 RB296               | 15 settembre 2007 | Spacewatch             |
| 304918 -        | 2007 RK296               | 14 settembre 2007 | Mt. Lemmon Survey      |
| 304919 -        | 2007 RS296               | 14 settembre 2007 | Mt. Lemmon Survey      |
| 304920 -        | 2007 RN301               | 13 settembre 2007 | Mt. Lemmon Survey      |
| 304921 -        | 2007 RY301               | 14 settembre 2007 | Mt. Lemmon Survey      |
| 304922 -        | 2007 RQ302               | 10 settembre 2007 | Mt. Lemmon Survey      |
| 304923 -        | 2007 RG310               | 5 settembre 2007  | CSS                    |
| 304924 -        | 2007 RF312               | 12 settembre 2007 | CSS                    |
| 304925 -        | 2007 RG313               | 5 settembre 2007  | CSS                    |
| 304926 -        | 2007 RH313               | 5 settembre 2007  | CSS                    |
| 304927 -        | 2007 RC316               | 13 settembre 2007 | Spacewatch             |
| 304928 -        | 2007 RP320               | 13 settembre 2007 | Mt. Lemmon Survey      |
| 304929 -        | 2007 RF321               | 13 settembre 2007 | LONEOS                 |
| 304930 -        | 2007 RJ322               | 12 settembre 2007 | CSS                    |
| 304931 -        | 2007 RY322               | 14 settembre 2007 | Mt. Lemmon Survey      |
| 304932 -        | 2007 RB323               | 14 settembre 2007 | Spacewatch             |
| 304933 -        | 2007 RK324               | 15 settembre 2007 | Mt. Lemmon Survey      |
| 304934 -        | 2007 RZ325               | 15 settembre 2007 | Mt. Lemmon Survey      |
| 304935 -        | 2007 SE2                 | 19 settembre 2007 | Chante-Perdrix         |
| 304936 -        | 2007 SG2                 | 19 settembre 2007 | Ries, W.               |
| 304937 -        | 2007 SM11                | 26 settembre 2007 | Mt. Lemmon Survey      |
| 304938 -        | 2007 SF16                | 30 settembre 2007 | Spacewatch             |
| 304939 -        | 2007 SP18                | 18 settembre 2007 | Mt. Lemmon Survey      |
| 304940 -        | 2007 SR19                | 25 settembre 2007 | Mt. Lemmon Survey      |
| 304941 -        | 2007 TC4                 | 6 ottobre 2007    | Ferrando, R.           |
| 304942 -        | 2007 TK4                 | 6 ottobre 2007    | Yeung, W. K. Y.        |
| 304943 -        | 2007 TO4                 | 6 ottobre 2007    | Yeung, W. K. Y.        |
| 304944 -        | 2007 TK6                 | 3 settembre 2007  | CSS                    |
| 304945 -        | 2007 TF8                 | 7 ottobre 2007    | CSS                    |
| 304946 -        | 2007 TS9                 | 6 ottobre 2007    | LINEAR                 |
| 304947 -        | 2007 TZ9                 | 6 ottobre 2007    | LINEAR                 |
| 304948 -        | 2007 TT16                | 4 ottobre 2007    | CSS                    |
| 304949 -        | 2007 TD17                | 7 ottobre 2007    | Cordell-Lorenz         |
| 304950 -        | 2007 TA31                | 4 ottobre 2007    | Spacewatch             |
| 304951 -        | 2007 TG37                | 4 ottobre 2007    | CSS                    |
| 304952 -        | 2007 TY40                | 6 ottobre 2007    | Spacewatch             |
| 304953 -        | 2007 TG41                | 6 ottobre 2007    | Spacewatch             |
| 304954 -        | 2007 TP49                | 4 ottobre 2007    | Spacewatch             |
| 304955 -        | 2007 TM51                | 4 ottobre 2007    | Spacewatch             |
| 304956 -        | 2007 TW51                | 13 marzo 2005     | Spacewatch             |
| 304957 -        | 2007 TM52                | 4 ottobre 2007    | Spacewatch             |
| 304958 -        | 2007 TT63                | 7 ottobre 2007    | Mt. Lemmon Survey      |
| 304959 -        | 2007 TX66                | 12 ottobre 2007   | Yeung, W. K. Y.        |
| 304960 -        | 2007 TT77                | 5 ottobre 2007    | Spacewatch             |
| 304961 -        | 2007 TV83                | 8 ottobre 2007    | Mt. Lemmon Survey      |
| 304962 -        | 2007 TR93                | 6 ottobre 2007    | Spacewatch             |
| 304963 -        | 2007 TE94                | 7 ottobre 2007    | CSS                    |
| 304964 -        | 2007 TR99                | 8 ottobre 2007    | Mt. Lemmon Survey      |
| 304965 -        | 2007 TL125               | 6 ottobre 2007    | Spacewatch             |
| 304966 -        | 2007 TM126               | 6 ottobre 2007    | Spacewatch             |
| 304967 -        | 2007 TC130               | 6 ottobre 2007    | Spacewatch             |
| 304968 -        | 2007 TE132               | 7 ottobre 2007    | Mt. Lemmon Survey      |
| 304969 -        | 2007 TN132               | 7 ottobre 2007    | Mt. Lemmon Survey      |
| 304970 -        | 2007 TG151               | 9 ottobre 2007    | LINEAR                 |
| 304971 -        | 2007 TT151               | 9 ottobre 2007    | LINEAR                 |
| 304972 -        | 2007 TF153               | 9 ottobre 2007    | LINEAR                 |
| 304973 -        | 2007 TL160               | 9 ottobre 2007    | LINEAR                 |
| 304974 -        | 2007 TG161               | 11 ottobre 2007   | LINEAR                 |
| 304975 -        | 2007 TR162               | 11 ottobre 2007   | LINEAR                 |
| 304976 -        | 2007 TF171               | 12 ottobre 2007   | Chante-Perdrix         |
| 304977 -        | 2007 TA177               | 6 ottobre 2007    | Spacewatch             |
| 304978 -        | 2007 TE179               | 7 ottobre 2007    | CSS                    |
| 304979 -        | 2007 TQ186               | 13 ottobre 2007   | LINEAR                 |
| 304980 -        | 2007 TS203               | 8 ottobre 2007    | Mt. Lemmon Survey      |
| 304981 -        | 2007 TR214               | 7 ottobre 2007    | CSS                    |
| 304982 -        | 2007 TF215               | 7 ottobre 2007    | Spacewatch             |
| 304983 -        | 2007 TH216               | 7 ottobre 2007    | Spacewatch             |
| 304984 -        | 2007 TZ216               | 7 ottobre 2007    | Spacewatch             |
| 304985 -        | 2007 TZ217               | 7 ottobre 2007    | Spacewatch             |
| 304986 -        | 2007 TP218               | 7 ottobre 2007    | Spacewatch             |
| 304987 -        | 2007 TT227               | 8 ottobre 2007    | Spacewatch             |
| 304988 -        | 2007 TB228               | 8 ottobre 2007    | Spacewatch             |
| 304989 -        | 2007 TU230               | 8 ottobre 2007    | Spacewatch             |
| 304990 -        | 2007 TZ231               | 8 ottobre 2007    | Spacewatch             |
| 304991 -        | 2007 TN239               | 10 ottobre 2007   | Spacewatch             |
| 304992 -        | 2007 TV240               | 6 ottobre 2007    | Spacewatch             |
| 304993 -        | 2007 TV244               | 8 ottobre 2007    | CSS                    |
| 304994 -        | 2007 TR248               | 11 ottobre 2007   | Spacewatch             |
| 304995 -        | 2007 TS248               | 11 ottobre 2007   | CSS                    |
| 304996 -        | 2007 TG254               | 8 ottobre 2007    | Mt. Lemmon Survey      |
| 304997 -        | 2007 TL258               | 10 ottobre 2007   | Mt. Lemmon Survey      |
| 304998 -        | 2007 TS261               | 10 ottobre 2007   | Spacewatch             |
| 304999 -        | 2007 TY262               | 10 ottobre 2007   | Spacewatch             |
| 305000 -        | 2007 TJ263               | 10 ottobre 2007   | Spacewatch             |